# Lenart
Lenart est une commune du nord-est de la Slovénie située dans la région de la Basse-Styrie.

## Géographie
La commune est située dans la région vallonnée du Slovenske Gorice.

### Villages
Les villages qui composent la commune se nomment Črmljenšak, Dolge Njive, Gradenšak, Hrastovec v Slovenskih Goricah, Lenart v Slovenskih goricah, Lormanje, Močna, Nadbišec, Radehova, Rogoznica, Selce, Spodnja Voličina, Spodnje Partinje, Spodnji Porčič, Spodnji Žerjavci, Straže, Šetarova, Vinička vas, Zamarkova, Zavrh, Zgornja Voličina et Zgornji Žerjavci.

## Démographie
Entre 1999 et 2006, la population de la commune de Lenart était proche de 12 000 habitants. À partir de 2007, la population est passée à un peu plus de 7 000 habitants à la suite d'une réorganisation du territoire de la commune. Sur la période 2007 - 2021, la population de la commune a légèrement augmenté jusqu'à environ 8 500 habitants.
Évolution démographique
| 1999   | 2000   | 2001   | 2002   | 2003   | 2004   | 2005   | 2006   | 2007  |
| ------ | ------ | ------ | ------ | ------ | ------ | ------ | ------ | ----- |
| 11 257 | 11 345 | 11 363 | 11 492 | 11 565 | 11 536 | 11 591 | 11 622 | 7 307 |
| 2008   | 2009   | 2010   | 2011   | 2012   | 2013   | 2014   | 2015   | 2016  |
| 7 319  | 7 862  | 8 016  | 8 147  | 8 192  | 8 169  | 8 224  | 8 236  | 8 275 |
| 2017   | 2018   | 2019   | 2020   | 2021   |        |        |        |       |
| 8 251  | 8 287  | 8 432  | 8 502  | 8 512  |        |        |        |       |